# Костін Віталій Семенович
Віталій Семенович Костін (19 березня 1938, село Тогул Тогульського району, тепер Алтайського краю, Російська Федерація — 18 січня 2010, місто Прокоп'євськ Кемеровської області, Російська Федерація) — радянський державний діяч, новатор виробництва, бригадир гірників очисного вибою шахти «Зимінка» Прокоп'євського виробничого об'єднання із видобутку вугілля Кемеровської області. Кандидат у члени ЦК КПРС у 1981—1982 роках. Член ЦК КПРС у 1982—1990 роках. Герой Соціалістичної Праці (4.03.1986).

## Життєпис
У 1958 році закінчив Прокоп'євський гірничий технікум Кемеровської області.
Трудову діяльність розпочав у 1958 році електрослюсарем підземного транспорту шахти «Зимінка-Капітальна 1—2» міста Прокоп'євська Кемеровської області.
У 1958—1961 роках — служба в Радянській армії.
Член КПРС з 1961 року.
У 1961—1972 роках — майстер руху, гірничий майстер, змінний інженер, помічник начальника дільниці, у 1972—1973 роках — прохідник, гірничий робітник шахти «Зимінка-Капітальна» міста Прокоп'євська Кемеровської області.
З 1973 року — бригадир гірників очисного вибою (комплексно-механізованої очисної бригади) шахти «Зимінка» Прокоп'євського виробничого об'єднання із видобутку вугілля Кемеровської області.
Указом Президії Верховної Ради СРСР від 4 березня 1986 року за дострокове виконання завдань одинадцятої п'ятирічки, великий особистий внесок у збільшення видобутку вугілля і проявлений трудовий героїзм Костіну Віталію Семеновичу присвоєно звання Героя Соціалістичної Праці з врученням йому ордена Леніна і золотої медалі «Серп і Молот».
Потім — на пенсії в місті Прокоп'євську Кемеровської області.
Після виходу на пенсію працював заступником директора бази відділу робітничого постачання компанії «Прокоп'євськвугілля». Був членом Ради старійшин при губернаторі Кемеровської області та головою філії громадської організації «Герої Соціалістичної Праці» в Прокоп'євську.
Помер 18 січня 2010 року.

## Нагороди і звання
- Герой Соціалістичної Праці (4.03.1986)
- орден Леніна (4.03.1986)
- орден Трудового Червоного Прапора
- медаль «За трудову відзнаку»
- медалі «За особливий внесок у розвиток Кузбасу» ІІ-го, ІІІ-го ступенів
- медалі
- знак «Шахтарська слава» І-го, ІІ-го, ІІІ-го ступенів
- Почесний шахтар
- Почесний громадянин Кемеровської області (2008)